# Манифеста
Манифеста, позната и као Европско номадско бијенале, је европско панрегионално савремено културно бијенале (манифестација организована дваке друге године). Последња, Манифеста 14, организована је 2022. године у Приштини, чиме је ова манифестација први пут уприличена у Србији.

## Издања
- 1996: Ротердам
- 1998: Луксембург
- 2000: Љубљана
- 2002: Франкфурт на Мајни
- 2004: Сан Себастијан
- 2006: Никозија
- 2008: Фортеца, Болцано, Тренто и Роверето
- 2010: Мурсија
- 2012: Генк
- 2014: Санкт Петербург
- 2016: Цирих
- 2018: Палермо
- 2020: Марсељ
- 2022: Приштина
- 2024: Барселона
- 2026: Рур